# Frank Foss
Frank Kent Foss (Chicago, 9 mei 1895 – Hinsdale, 5 april 1989) was een Amerikaanse atleet, die gespecialiseerd was in het polsstokhoogspringen. Na de Eerste Wereldoorlog behoorde hij tot de wereldtop op dit onderdeel. Hij werd olympisch kampioen en had twee jaar lang het wereldrecord in handen in deze discipline.

## Loopbaan
Op de Olympische Spelen van 1920 in Antwerpen won Frank Foss een gouden medaille bij het polsstokhoogspringen. Met een beste poging van 4,09 m, een wereldrecord, versloeg hij met grote voorsprong de Deen Henry Petersen (zilver; 3,70) en zijn landgenoot Edwin Myers (brons; 3,60). Foss, die vanaf 3,80 nog slechts tegen zichzelf streed, haalde vervolgens de 4,00 in één poging. Daarna liet hij de lat op 4,10 leggen, welke hoogte hij eveneens in één keer nam. Bij nameting bleek echter, dat hij "slechts" 4,09 had gesprongen. Desondanks was het een wereldrecord dat pas twee jaar later, op 3 september 1922 in Kopenhagen door de Noor Charles Hoff werd verbeterd tot 4,12.
Foss studeerde in 1917 af aan de Cornell-universiteit, waar hij ook lid was van de Quill and Dagger gemeenschap. In zijn actieve tijd was hij aangesloten bij AA Chicago.

## Titels
- Olympisch kampioen polsstokhoogspringen - 1920
- Amerikaans kampioen polsstokhoogspringen - 1919, 1920
- IC4A-kampioen polsstokhoogspringen - 1915, 1916

## Wereldrecord
| Hoogte (m) | Datum            | Plaats    |
| ---------- | ---------------- | --------- |
| 4,09 m     | 20 augustus 1920 | Antwerpen |

## Palmares

### polsstokhoogspringen
- 1920:  OS - 4,09 m

1896: Welles Hoyt ·
1900: Irving Baxter ·
1904: Charles Dvorak ·
1908: Edward Cook & Alfred Gilbert ·
1912: Harry Babcock ·
1920: Frank Foss ·
1924: Lee Barnes ·
1928: Sabin Carr ·
1932: Bill Miller ·
1936: Earle Meadows ·
1948: Guinn Smith ·
1952: Bob Richards ·
1956: Bob Richards ·
1960: Don Bragg ·
1964: Fred Hansen ·
1968: Bob Seagren ·
1972: Wolfgang Nordwig ·
1976: Tadeusz Ślusarski ·
1980: Władysław Kozakiewicz ·
1984: Pierre Quinon ·
1988: Serhij Boebka ·
1992: Maksim Tarasov ·
1996: Jean Galfione ·
2000: Nick Hysong ·
2004: Tim Mack ·
2008: Steven Hooker ·
2012: Renaud Lavillenie ·
2016: Thiago Braz da Silva ·
2020: Armand Duplantis ·
2024: Armand Duplantis
- Bibliothèque nationale de France: cb16631096r (data)
- International Standard Name Identifier: 0000 0004 5098 6242
- Virtual International Authority File: 316737897